# دیز این
دیز این (انگلیسی: Days Inn) شرکت مهمان‌نوازی آمریکایی است، که در سال ۱۹۷۰ توسط سیسیل دی تأسیس شد.